# Stele di Pasenhor

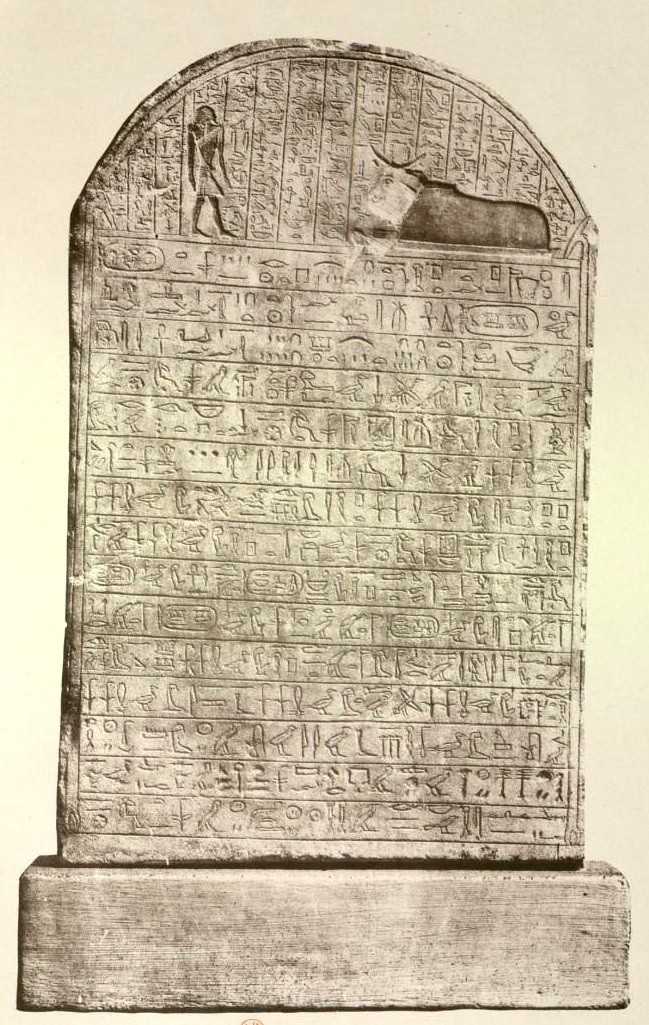
La stele di Pasenhor

La stele di Pasenhor, nota anche come stele di Harpeson nella letteratura meno recente, è una stele calcarea dell'antico Egitto risalente all'anno 37 del faraone Sheshonq V della XXII dinastia (circa 730 a.C.). Fu rinvenuta nel 1851 nel Serapeo di Saqqara da Auguste Mariette e poi trasferita al Museo del Louvre, dove è tuttora conservata.

## Descrizione
| G5 | G40 | T22 |

| G5 | G40 | T22 |

La stele commemorava la morte di un toro Apis avvenuta nell'anno 37 di Sheshonq V e il suo autore, il sacerdote di Ptah e profeta di Neith Pasenhor, era l'officiante dei riti funebri.
Oltre alla natura commemorativa della stele, Pasenhor colse l'occasione per trascrivere su di essa la propria genealogia
La prima parte della stele riguarda il suo scopo principale:
Questo dio (Apis) fu introdotto al cospetto di suo padre Ptah (cioè: fu "insediato"), nell'anno 12, Pharmouti (quarto mese della seconda stagione), quarto giorno, del re Aakheperre Sheshonq (V), given life. Nacque nell'anno 11 di sua maestà; resto nel suo posto in Tazoser (cioè: fu sepolto nel cimitero) nell'anno 37, Hathor (terzo mese della prima stagione), giorno 27, si sua maestà. Possa egli assicurare vita, prosperità, salute e gioia del cuore al suo amato figlio, il profeta di Neith, Pasenhor.
In seguito, Pasenhor inizia a riportare la sua genealogia per sedici generazioni, all'incirca fino alla fine della XX dinastia:
```
        Buyuwawa "il Libico"    
                  |        
                  |        
             GC Mawasun
                  |
                  |    
            GC Nebneshi
                  |
                  |    
            GC Paihut(y)
                  |
                  |    
           GC 
Sheshonq A
 = Mehtenweskhet A
                         |
                  +------+
                  |
           GF GC 
Nimlot A
 = Tentsepeh A                       
                          |
                 +--------+
                 |
            F 
Sheshonq I
 = 
Karomama A

                         |
                  +------+
                  |
            F 
Osorkon I
 = 
Tashedkhonsu

                        |
                 +------+
                 |
            F 
Takelot I
 = 
Kapes

                        |
                 +------+
                 |
            F 
Osorkon II
 = Djedmutesankh
                         |
                 +-------+
                 |
           CH 
Nimlot C
 = Tentsepeh C
                       |
                +------+
                |
       CH Ptahudjankhef = principessa Tentsepeh D
                        |
              +---------+
              |
       CH Hemptah A = Tjankemit
                    |
             +------+
             |
       CH Pasenhor A = Petpetdidies
                     |
              +------+
              |
       CH Hemptah B = Iretirou
                    |
                    |
                
Pasenhor B
```

(Abbreviazioni: GC = grande capo; GF = padre del dio (in quanto padre del faraone); F = faraone; CH = capo di Eracleopoli)
La genealogia di Pasenhor è alquanto importante, poiché era membro della famiglia reale e poteva vantare gli stessi antenati di molti faraoni della XXII dinastia. Grazie alla stele, sono note molte informazioni sull'origine e la cronologia della dinastia, come anche il nome di alcune consorti reali altrimenti non attestate come Karomama A, Tashedkhonsu e Kapes.